# Nghị quyết của Đại Hội đồng Liên Hợp Quốc
Nghị quyết của Đại hội đồng Liên Hợp Quốc là quyết định do Đại hội đồng Liên Hợp Quốc biểu quyết không có giá trị pháp lý ràng buộc theo công pháp quốc tế trái với nghị quyết của Hội đồng Bảo an Liên Hợp Quốc. Nghị quyết như vậy được chấp nhận nếu đa số thành viên biểu quyết tuyệt đối (trừ một số câu hỏi quan trọng cần đa số 2/3 thành viên biểu quyết).
Nghị quyết của Đại Hội đồng thường yêu cầu đa số phiếu đơn (50 phần trăm tổng số phiếu bầu cộng một) để thông qua. Thế nhưng nếu Đại hội đồng xác định rằng vấn đề là một "câu hỏi quan trọng" bằng đa số phiếu đơn, thì cần phải có đa số hai phần ba phiếu; "câu hỏi quan trọng" là những câu hỏi liên quan đến việc duy trì hòa bình và an ninh quốc tế, kết nạp các thành viên mới vào Liên Hợp Quốc, đình chỉ các quyền và đặc quyền của thành viên, trục xuất thành viên, hoạt động của hệ thống ủy trị hoặc các câu hỏi về ngân sách.
Mặc dù một số nghị quyết của Đại hội đồng nhìn chung không có tính ràng buộc đối với các quốc gia thành viên, nhưng nghị quyết nội bộ có thể mang tính ràng buộc đối với hoạt động của chính Đại Hội đồng, ví dụ liên quan đến các vấn đề về mặt thủ tục và ngân sách. Bên cạnh đó, nghị quyết của Đại Hội đồng thường không có giá trị pháp lý ràng buộc đối với chính phủ của các quốc gia thành viên. Tuy vậy, nghị quyết lại có ảnh hướng đến dư luận thế giới đối với các vấn đề quốc tế quan trọng và thẩm quyền đạo đức của cộng đồng quốc tế.